# Barbara Harel
Pour les articles homonymes, voir Harel.
Barbara Harel, née le 5 mai 1977 à Nantes, est une judokate française évoluant dans la catégorie des moins de 57 kg. Ceinture Noire 6ème Dan.

## Palmarès

### Jeux olympiques
- Jeux olympiques de 2000 à Sydney (Australie) :
  - 7e en moins de 57 kg (poids légers).

- Jeux olympiques de 2004 à Athènes (Grèce) :
  - 5e en moins de 57 kg (poids légers).

- Jeux olympiques de 2008 à Pékin (Chine) :
  - 5e en moins de 57 kg (poids légers).

### Championnats du monde
- Championnats du monde 2024 à Las Vegas (États-Unis) :
  - 1re en moins de 70 kg (Catégorie F4).

- Championnats du monde 2003 à Osaka (Japon) :
  - 5e en moins de 57 kg (poids légers).

### Championnats d'Europe
| Catégorie / Année           | 2000 | 2001 | 2002 | 2003 | 2006 | 2008 |
| --------------------------- | ---- | ---- | ---- | ---- | ---- | ---- |
| Moins de 57 kg Poids légers | 1er  | 3e   | 5e   | 5e   | 1er  | 3e   |

### Divers
- Tournois Super coupe du monde :
  - 2 podiums au Tournoi de Paris (3e en 2004, 2e en 2006).
  - 2 podiums au Tournoi de Hambourg (2e en 2006, 1er en 2008).
  - 2 podiums au Tournoi de Moscou (1er en 2004, 1er en 2006).

- Par équipes :
  -  Championne du monde par équipes en 2006 à Paris (France).
- Comme Entraîneur 
  - Vainqueur de la Golden League Seniors 2019